# Gabriel Voigtländer
Gabriel Voigtländer (* um 1596 wohl in Reideburg; † 23. Januar 1643 in Nykøbing Falster) war ein deutscher Trompeter und Liederdichter.

## Leben
Voigtländer war zunächst Organist, wurde dann aber Feldtrompeter im Heer Wallensteins. 1625 kam er nach Lübeck und wurde hier Feldtrompeter des Rates. Am 20. November 1626 erhielt er das Lübecker Bürgerrecht. Am 11. Dezember 1626 heiratete er die Witwe Catrine Korner, und 1630 erwarb er das Haus Zum Schwarzen Adler in der Mühlenstraße 40.
1633 wurde er Feldtrompeter auf Schloss Gottorf bei Herzog Friedrich III. von Schleswig-Holstein-Gottorf. Er erhielt ein ungewöhnlich hohes Gehalt und war vermutlich auch als Dichter und Sänger tätig. 1635 wurde er nach Dänemark in die berühmte Kapelle des Kronprinzen Christian an dessen Residenz in Nykøbing berufen und wirkte hier bis zu seinem Tod.
Seine Witwe kehrte nach Lübeck zurück.

## Werk
Voigtländer wurde berühmt durch seine 1642 erschienene Liedersammlung Erster Theil Allerhand Oden und Lieder. Die Sammlung von oft humorvollen Texten zu deutschen, holländischen, französischen, italienischen und englischen Melodien nimmt in der Geschichte des einstimmigen begleiteten Liedes einen besonderen Platz ein. Sie erreichte bis 1664 vier Neuauflagen (1647, 1650, 1651, 1664). Einzelne Lieder daraus wurden geradezu volkstümlich und waren noch im 19. Jahrhundert als Hausmusik und unter Studenten verbreitet.

## Schriften
- Allerhand Oden und unnd Lieder/ welche auff allerley als Italianische/ Frantzösische/ Englische/ und anderer Teutschen guten Componisten/ Melodien und Arien gerichtet/ Hohen und NiederStands Persohnen zu sonderlicher Ergetzligkeit/ in vornehmen Conviviis und Zusammenkunfften/ bey Clavi Cimbalen … zu gebrauchen/ und zu singen / Gestellet und in Truck gegeben/ Durch Gabrieln Voigtländer … wolbestelten Hoff-FeldTrommetern und Musico. 1, Kruse, Sohra (Sorø) 1642
 Digitalisat der Dänischen Königlichen Bibliothek